# باله‌دراز
باله‌دراز (نام علمی: Dolichopteryx) نام یک سرده از تیره چشم‌بشکه‌ای است.